# 朱厚㸅
歷城榮和王朱厚㸅（1505年—1528年），明朝德藩唯一一代歷城王，德懿王朱祐榕的庶第三子。

## 生平
朱厚㸅初封鎮國將軍。嘉靖二年（1523年）九月，進封歷城王。
嘉靖七年（1528年），朱厚㸅去世，享年二十四歲，諡號榮和。因朱厚㸅無子，歷城王的封爵被廢除。

## 家庭

### 妻
- 陳氏，初冊為鎮國將軍夫人，嘉靖二年（1523年）九月冊為歷城王妃[1]。